# 水甘草属
水甘草属（学名：Amsonia）是夹竹桃科下的一个属，为草本植物。该属共有30种以上，分布于北美及东亚。

## 物种
本属包括以下物种：
- 缘毛水甘草 Amsonia ciliata
- 水甘草 Amsonia elliptica
- 胡氏水甘草 Amsonia hubrichtii
- 柳叶水甘草 Amsonia tabernaemontana
- 东方水甘草 Amsonia orientalis